# Nook
Nook è il secondo album della band tedesca Notwist, pubblicato nel 1992.
Il disco presenta un suono riconducibile al genere hardcore punk e metal, molto diverso dalla musica elettronica che il gruppo intraprenderà qualche anno dopo e che li renderà famosi.

## Tracce
1. Belle de l'Ombre/Walk On – 4:15
2. Unsaid, Undone – 2:50
3. Welcome Back – 2:47
4. Nook – 3:33
5. No Love – 5:05
6. Incredible Change of Our Alien – 5:24
7. This Sorry Confession – 2:46
8. Another Year Whitout Me – 3:30
9. One Dark Love Poem – 2:50
10. Only Thing We Own – 1:51
11. I'm a Whale – 6:06